# Jainismo
Jainismo, também conhecido como Jain Dharma, é uma religião indiana que traça suas ideias espirituais e história através da sucessão de vinte e quatro tirthankaras (pregadores supremos do Dharma). O jainismo é considerado um dharma eterno com os tirthankaras orientando cada ciclo temporal da cosmologia. Os três principais pilares do jainismo são ahiṃsā (não-violência), anekāntavāda (não-absolutismo) e aparigraha (ascetismo).
Os monges jainistas, após se posicionarem no estado sublime de consciência da alma, fazem cinco votos principais: ahiṃsā (não-violência), satya (verdade), asteya (não roubar), brahmacharya (castidade) e aparigraha (não-possessividade). Esses princípios afetaram a cultura jainista de várias maneiras, como levando a um estilo de vida predominantemente lactovegetariano. Parasparopagraho jīvānām (a função das almas é ajudar umas às outras) é o lema da fé e o mantra Ṇamōkāra é a oração básica e mais comum dessa religião.
O jainismo é uma das religiões mais antigas do mundo em prática até hoje. Possui duas grandes subtradições antigas, digambara e svetambara, com diferentes visões sobre práticas ascéticas, gênero e os textos que podem ser considerados canônicos; ambos têm mendicantes apoiados por leigos (śrāvakas e śrāvikas). A tradição svetambara, por sua vez, tem três sub-tradições: mandirvāsī, deravasi e sthānakavasī. A religião tem entre quatro e cinco milhões de seguidores, conhecidos como jainistas, que residem principalmente na Índia, onde somam cerca de 4,5 milhões de acordo com o censo de 2011. Fora da Índia, algumas das maiores comunidades estão no Canadá, Europa e Estados Unidos, com o Japão hospedando uma comunidade crescente de convertidos.

## Divisões internas

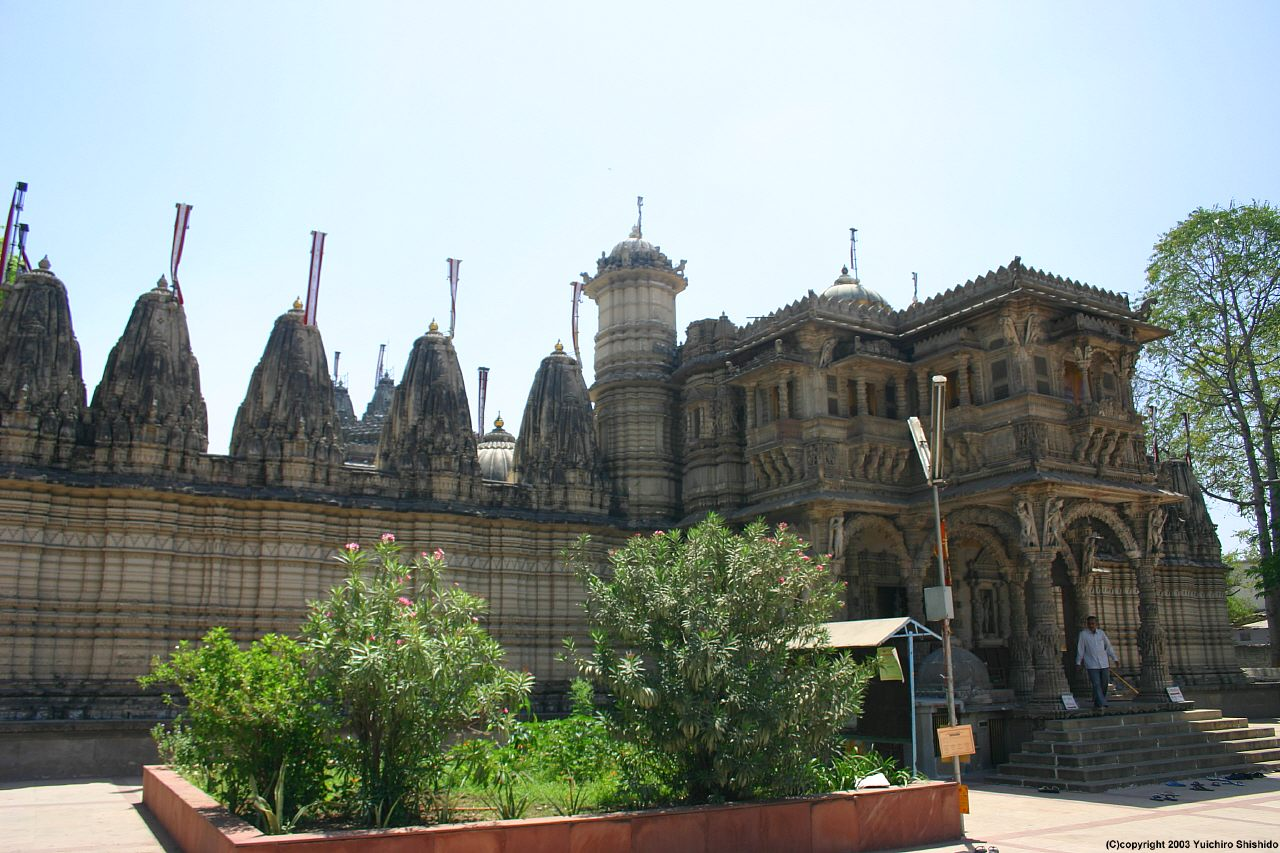
Templo jaina na cidade de Ahmedabad no Gujarate

Os jainas encontram-se divididos em dois grupos principais: os Digambara ("Vestes de céu") e os Svetambara (ou Shvetambara, "Vestes brancas"). Cada um destes grupos encontra-se por sua vez dividido em vários subgrupos. A maioria dos jainas pertencem ao grupo Svetambara.
A origem destes dois grupos situa-se no século I d.C. (ou talvez no século III d.C., segundo alguns autores) e deve-se a disputas em torno dos textos que devem constituir as escrituras do jainismo. Os svetambara consideram que as suas escrituras estão mais próximas dos ensinamentos originais do Mahavira, enquanto os Digambara rejeitam uma parte considerável dessas escrituras. Os digambara consideram igualmente que a renúncia pregada pelo mahavira implica para os monges a nudez total e que as mulheres devem primeiro renascer como homens para poderem atingir a libertação.
Ao nível da geografia, os Digambara concentram-se no sudoeste da Índia e os svetambara no noroeste (estados do Gujarate, Rajastão e Madhya Pradesh).
As estátuas dos dois grupos são também diferentes: os tirthankaras dos svetambara possuem roupas e uma decoração mais rica, enquanto as dos sigambara estão nuas; estas diferenças fazem com que um adepto dos Digambara não possa praticar o culto num templo svetambara.

## Doutrinas

### não posse (aparigraha)
A posse de qualquer bem é vista como relacionada com a violência, e até uma forma de violência física e psíquica. A violência em todas as suas formas têm origem no desejo de possuir, dominar e controlar. Os ascetas jainas recusam possuir seja o que for, mas para os leigos a posse de algumas coisas é necessária para a realização das tarefas diárias. A possessividade transitória (usar um ser para deitá-lo fora) é uma forma de apego e baseia-se em relações de exploração de poder, por parte de um dos lados, em vez de amor e equanimidade incondicional.

### não absolutismo (anekantavada)
Assumir que alguém tem acesso privilegiado à verdade é o mais potente motor de conflito entre os seres humanos. O conceito de não absolutismo refere-se ao pluralismo de opiniões, e à noção de que os vários pontos de vista sobre a verdade não são a própria verdade. O jainismo encoraja os seus seguidores a considerarem os pontos de vista de outras filosofias, e consideram que quando qualquer uma destas filosofias, incluindo a jaina, se apega demais às suas próprias ideias está a cometer o erro de considerar o seu ponto de vista absoluto. A ideia é representada pela parábola dos homens cegos e do elefante, em que vários cegos tocam em partes do elefante, como as orelhas e as pernas, e descrevem, de forma contraditória, o que pensam ser o animal completo, partindo do pressuposto de que a parte que tocaram representava a verdade completa. O conceito de " syadvada" ou "talvez-ismo" diz que se deve considerar que todas as proposições são apenas parcialmente verdadeiras (e parcialmente falsas). Os pontos de vista parciais da verdade são chamados de "naya". Segundo o princípio chamado de "nayavada", através da abertura a diversos pontos de vista, o jainismo pretende que o praticante integre os diversos pontos de vista parciais, ou "naya", numa teoria abrangente.

### não violência (ahimsa)
A não violência é o cerne do jainismo e o ponto onde todas as doutrinas se intersectam. A violência é a agressão intencional ou não intencional. Os jainistas tentam evitar a agressão em todas as suas formas, seja através de ações, palavras, ou pensamentos, a todo e qualquer ser vivo, ou aos ecossistemas. O jainismo considera o lacto-vegetarianismo como o mínimo que deve ser feito pelos adeptos, e os estudiosos jainas defendem o veganismo, porque a produção de leite é agressiva para as vacas. Os jainas também não comem tubérculos. Os jainas também têm um cuidado especial para evitar possíveis danos a pequenos insetos, por exemplo ao colocarem um pano sobre as suas bocas para não os aspirarem ou varrendo o chão à sua frente quando andam para evitar pisá-los.

### O tempo
Os jainas consideram que o tempo é infinito e cíclico. Ele é visto como uma grande roda dividida em duas partes idênticas: uma realiza um movimento ascendente (Utsarpini), enquanto a outra um movimento descendente (Avasarpini). Cada uma destas partes divide-se em seis eras (ara). Durante o período ascendente os seres humanos progridem ao nível do saber, estatura e felicidade, enquanto o período descendente caracteriza-se pela degradação do mundo, pelo esquecimento da religião e pela perda de qualidade de vida pelos humanos.
Segundo os jainas, vivemos actualmente num período de movimento descendente, numa era de infelicidade (Dukham Kal), que começou há 2500 anos e que durará 21 mil anos.

### O universo e os cinco mundos
Segundo o jainismo, o universo divide-se em cinco mundos, sendo cada um deles habitado por determinado tipo de seres. O universo é eterno, não tendo sido criado por nenhum ser superior.
No topo do universo está a morada suprema (siddhashila), que é o local onde habitam as almas que alcançaram a libertação (estas almas são denominadas Siddhas). Abaixo encontram-se trinta céus, habitados por seres celestiais, alguns dos quais caminham para a morada suprema.
O mundo médio (madhyaloka) inclui vários continentes separados por mares. No centro deste mundo encontra-se o continente Jambudvipa, considerado o único continente no qual as almas podem alcançar a libertação. Os seres humanos habitam este continente, bem como um segundo continente ao lado deste e parte do terceiro continente.
O mundo inferior (adholoka) consiste em sete infernos, onde os seres são atormentados por demónios e onde se atormentam uns aos outros. Abaixo do sétimo inferno encontra-se a base do universo (nigoda), habitada por inúmeras formas inferiores de vida.

### Karma
À semelhança do hinduísmo e do budismo, o jainismo partilha da crença no karma, embora de uma forma diferente. O karma no jainismo não é apenas um processo em que determinadas ações produzem reações, mas também uma substância física que se agrega a uma alma. As partículas de karma existem no universo e associam-se a uma alma devido às acções dessa alma (por exemplo, quando uma alma mente, rouba ou mata esta provoca a agregação de karma na sua alma). A quantidade e qualidade destas partículas determinam a existência que a alma terá, a sua felicidade ou infelicidade. Só é possível a uma alma alcançar a libertação quando desta se retirarem todas as partículas de karma.
O processo que permite a libertação das partículas de karma de uma alma denomina-se nirjara e inclui práticas como o jejum, o retiro para locais isolados, a mortificação do corpo e a meditação. Os seguidores do jainismo utilizam para isso um ritual mortuário chamado Sallekhana (também conhecido como Santhara, Samadhi-Marana, Samnyasa-Marana), que consiste em praticar a eutanásia através do jejum. Devido à natureza prolongada da sallekhana, é dado tempo ao indivíduo suficiente para refletir sobre sua vida e pedir perdão dos seus pecados aos deuses. O voto de sallekhana é tomado quando se sente que a vida tem servido o seu propósito. O objetivo é limpar karmas antigos e impedir a criação de novos. Existe uma prática hindu similar conhecido como Prayopavesa. De acordo com a revista Press Trust of India, em média, 240 jainistas praticam sallekhana até a morte a cada ano na Índia.

## Formas de vida

### Monges e monjas

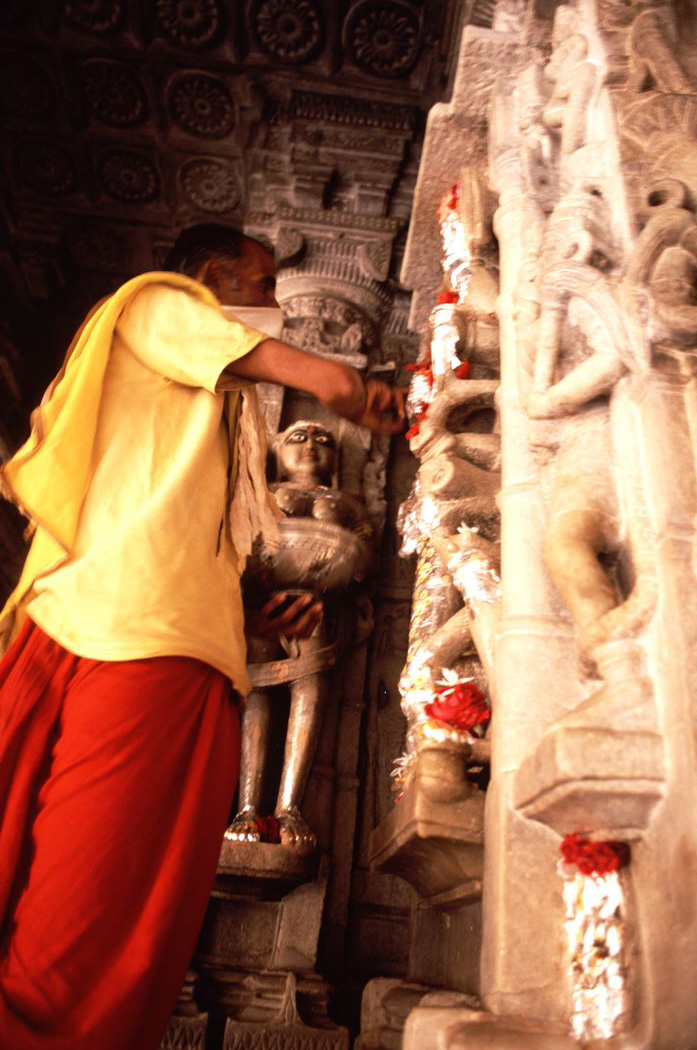
Homem jaina no interior do templo de Ranakpur. A parte inferior de seu rosto encontra-se coberta com uma máscara de modo a não inalar insectos

O jainismo considera a vida monástica como o ideal de vida dos seres humanos. Entre os Svemtambara a entrada na vida monástica é autorizada aos dois sexos a partir dos sete anos, mas realiza-se em geral numa idade mais avançada. O noviço deve abandonar todos os seus bens; por altura da sua ordenação (diksa) a sua cabeça é raspada e ele toma os cinco votos, que segue numa versão mais rigorosa do que a dos leigos (mahavrata).
Os monges jainas levam uma vida itinerante, com excepção da época das monções, altura em que se recolhem numa determinada localidade. Dependem para a sua alimentação da caridade fornecida pelos leigos jainas, a quem oferecem em troca assistência espiritual.
Os monges do ramo Svetambara podem ser donos de pequenas coisas, como uma fina veste branca, uma tigela onde recebem os alimentos dos leigos e uma máscara de tecido usada sobre a boca (mukhavastrika), cujo objectivo é evitar a ingestão involuntária de pequenos insectos. Os monges Digambara interpretam o preceito do desapego de uma forma bastante rigorosa e por esta razão não usam roupas; as monjas deste ramo usam uma veste branca. Os monges Digambara não possuem uma tigela e usam a mãos como recipiente dos alimentos. Os monges "Svetambara" costumam se deslocar em pequenos grupos de cinco ou seis monges, enquanto que os Digambara geralmente viajam sozinhos.
Todos os monges devem seguir as três regras que evitam a conduta incorrecta (guptis: ter cuidado com os pensamentos, as palavras e as acções).
Entre os Svetambara o número de monjas ultrapassa o de monges. As monjas Digambara aceitam a doutrina que afirma que para se avançar no caminho espiritual é necessário nascer com um corpo masculino.

### Leigos
Os jainas que não são monges devem observar oito regras de comportamento e devem tomar doze votos. As oito regras de comportamento variam, mas em geral incluem a prática absoluta e irrestrita de Ahimsa (não violência) que tem seu ponto forte na alimentação: não comer carne de nenhum tipo, não comer certos vegetais (cebola e alho) os quais se acredita serem de origem inferior e não usar nenhum produto de origem animal. Outras regras incluem não se alimentar à noite, não ingerir bebidas alcoólicas nem substâncias consideradas alteradoras da consciência (cafeína, teobromina) e praticar a caridade a todos os seres vivos. Ler sobre as qualidades transcendentais dos tirthankaras e recitar o Navkar Mantra também fazem parte das principais práticas diárias.
Quanto aos doze votos, eles podem ser divididos em três classes:
- Anuvratas - são os cinco votos principais: abster-se de atos violentos, não mentir, não roubar, não cobiçar o parceiro de outra pessoa e limitar as possessões pessoais;
- Gunavratas - são três votos que reforçam os cinco votos principais: restringir as atividades pessoais a uma área concreta (digvrata), restringir práticas que proporcionam prazer (bhogopabhogavrata), evitar atos que causam sofrimento (anarthadandavrata);
- Siksavratas - são quatro votos de disciplina espiritual: meditar, limitar determinadas atividades a certos momentos, adotar a vida de um monge por um dia, fazer donativos aos monges ou aos pobres.

## Formas de culto

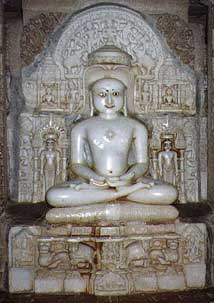
Estátua de tirthankara

Uma das principais formas de culto dos jainas leigos é prestar homenagem às estátuas dos tirthankaras. Os jainas lavam as estátuas e dedicam-lhes oferendas, como mel, flores, arroz, etc. Alguns grupos jainas, como os Sthanakavasis e os Terapanthis, são contra o culto de imagens.
O crente não adora a estátua em si, mas antes as qualidades associadas a ela, de modo a receber inspiração para seguir o mesmo caminho. As estátuas podem ser adoradas nos templos ou então em pequenos santuários existentes nas casas. São representadas em posição de meditação, sentadas ou em pé.
Não é possível estabelecer qualquer forma de contacto com os tirthankaras através desta forma de culto, uma vez que estes, tendo alcançado a libertação, ficam fora do contacto humano. Contudo, durante a Idade Média cada tirthankara foi associado a uma deusa protectora, em relação às quais se desenvolveram formas particulares de devoção. As deusas mais importantes são Ambika (associada ao 22º tirthankara, Arishtanemi), Padmavati (associada a Parshva), Lakshmi e Sarasvati.
As orações jainas fazem referência aos grandes actos dos tirthankaras e aos ensinamentos do Mahavira, sendo ditas num antigo dialecto do Bihar, o Ardha Magadhi. A principal oração é o Namaskara Sutra, através do qual o jaina presta homenagem às qualidades dos cinco grandes seres do jainismo.
O ato de fazer doações para a construção de templos é também considerado uma forma de culto, assim como a prática de peregrinações.

## Festivais
Os principais festivais do jainismo são:
- Mahavira Jayanti - decorre em março ou abril e celebra a data do nascimento do Mahavira. Neste dia estátuas do mahavira são levadas em procissões pelas ruas e os jainas reúnem-se nos templos para ouvir a leitura dos seus ensinamentos;
- Paryushana: durante o mês de Bhadrapada (agosto-setembro) os membros do ramo Svetambara do jainismo celebram um dos seus festivais mais importantes, Paryushana. Este festival está dedicado ao perdão e consiste na prática do jejum durante oito dias. No último dia do festival (Samvatsari) os jainas pedem perdão uns aos outros por ofensas que possam ter causado; aqueles que conseguiram jejuar durante os oito dias seguidos são levados para os templos em procissão. O festival equivalente na tradição Digambara denomina-se Dashalakshanaparvan, e para além da prática do jejum, é lido nos templos um importante texto, o Tattvartha-sutra;
- Divali (festa das luzes) - celebração comum a toda a Índia, é para os jainas a comemoração da altura em que o mahavira deu os seus últimos ensinamentos e alcançou a libertação. Ocorre no mês de Kaartika, que corresponde no calendário gregoriano a outubro-novembro;
- Kartik Purnima - ocorre no dia de lua cheia do mês de Kaartika. Após terem permanecido numa determinada localidade durante os meses da monção, os monges e monjas jainas regressam à vida errante, sendo por vezes acompanhados por leigos no percurso que fazem para outro local. Neste dia muitos jainas realizam a peregrinação aos templos de Palitana, no estado indiano do Gujarate;
- Mastakabhisheka - Cada doze anos os jainas (principalmente os do ramo Digambara) reúnem-se no santuário de Shravana Belgola no estado de Karnataka, onde se encontra uma estátua de dezessete metros de Bahubali, que é alvo de libações com água, mel, leite, flores, preparados de ervas e especiarias.

## A suástica
O jainismo dá mais ênfase à suástica que o hinduísmo. Representa o sétimo jina (santo), o Tirthankara Suparsva. É considerada uma das 24 marcas auspiciosas, emblema do sétimo arhat dos tempos atuais. Todos os templos jainistas, assim como os livros santos jainistas, contêm a suástica. As cerimônias jainistas começam e terminam com o desenho da suástica feito várias vezes em volta do altar.
Os adeptos também usam o arroz para desenhar a suástica (também conhecida por "Sathiyo" no estado indiano de Gujarat) diante dos ídolos nos templos. Os jainistas colocam uma oferenda sobre esta suástica - geralmente uma fruta, um doce (mithai), uma fruta em passa ou ainda uma moeda ou cédula de dinheiro.